# Ivan Krilov

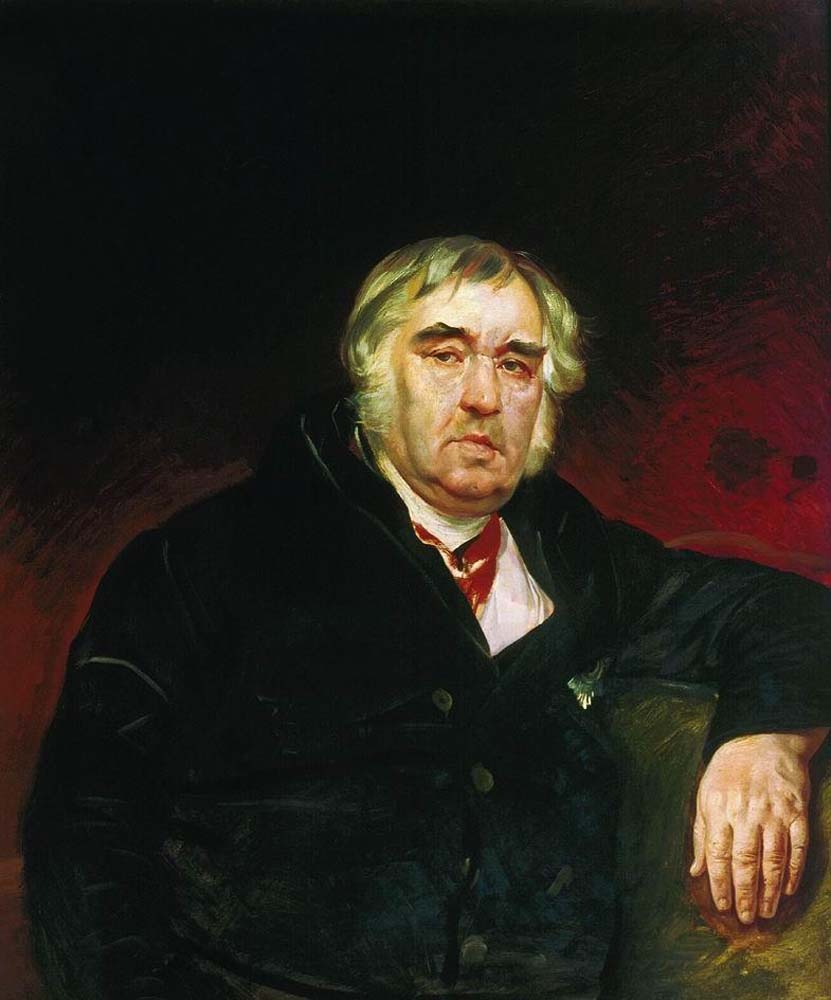
Retrat d'Ivan Krilov per Karl Briul·lov

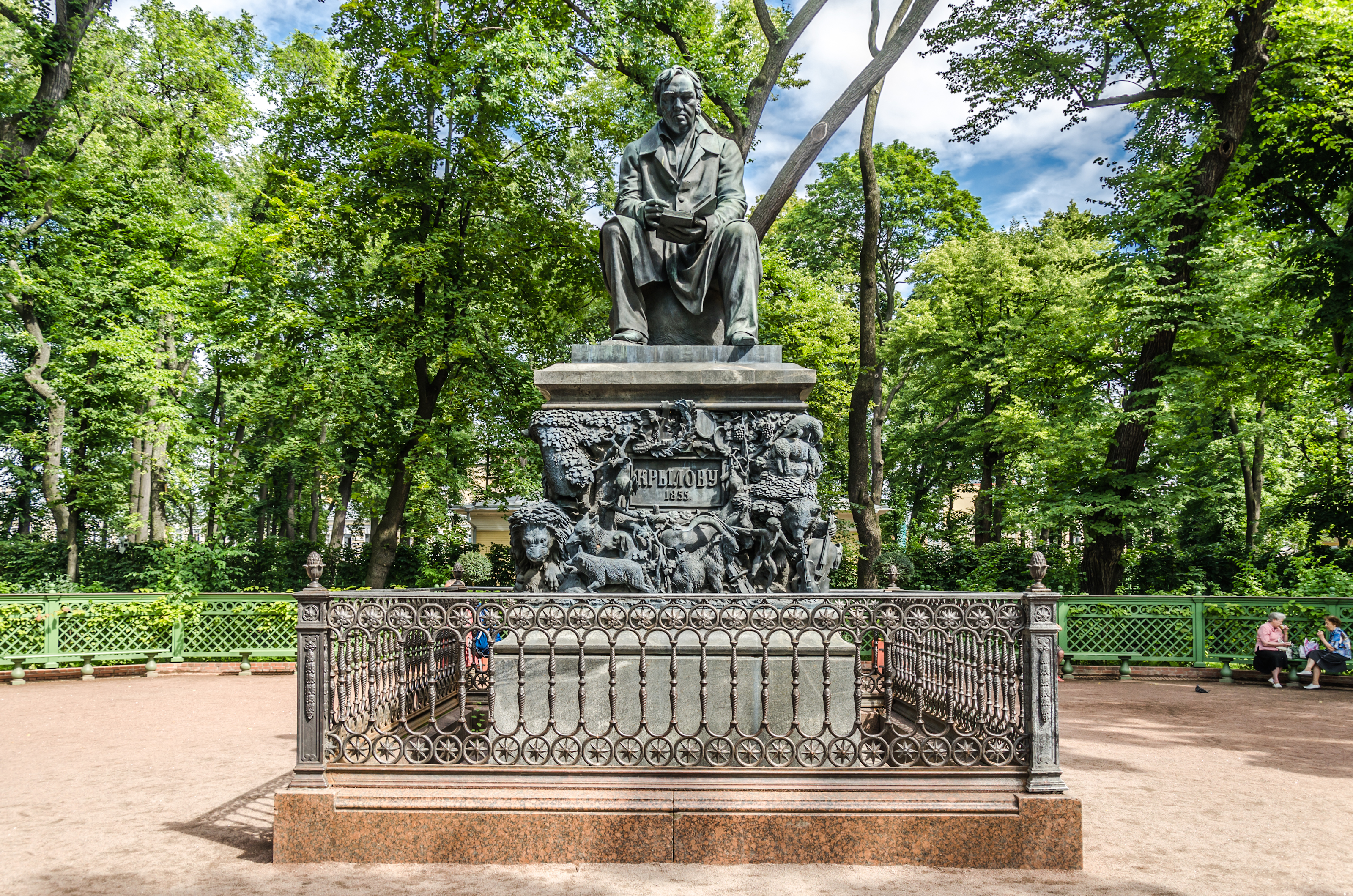
Monument en homenatge a Ivan Krilov al Jardí d'estiu (1854-1855) per Peter Clodt von Jürgensburg.

Ivan Andréievitx Krilov (rus: Иван Андреевич Крылов - Moscou, 13 de febrer de 1769 - Sant Petersburg, 21 de novembre de 1844) fou un comediògraf, faulista i poeta rus. Si bé moltes de les seves faules anteriors estaven basades lliurement en les d'Isop i en les de La Fontaine, les faules posteriors foren obra original, on sovint satiritza la burocràcia incompetent que sufocava el progrés social del seu temps.

## Vida
Ivan Krilov va néixer a Moscou, però va passar els seus primers anys a Orenburg i Tver. El seu pare, un militar distingit, va morir en 1779, i deixà la família en la indigència. Uns anys més tard Krilov i la seva mare es van mudar a Sant Petersburg amb l'esperança d'assegurar-se una pensió governamental. Allà, Krilov va obtenir un càrrec en la funció pública, però hi va renunciar després de la mort de la seva mare el 1788. La seva carrera literària va començar en 1783, quan va vendre una comèdia que havia escrit a un editor. Va utilitzar els ingressos per obtenir l'obra de Molière, Racine i Boileau. Va ser probablement sota la influència d'aquests escriptors que va produir Filomela, el que li va donar accés al cercle dramàtic de Kniajnín.
Krilov va fer diversos intents per endegar una revista literària. Cap d'ells no va tenir massa èxi, però, juntament amb les seves obres, aquestes nouvingudes revistes van ajudar Krilov a fer-se un nom per si mateix i obtenir el reconeixement en els cercles literaris. Durant prop de quatre anys (1797-1801) Krilov va viure a la finca de príncep Serguei Galitzin, i quan el príncep va ser nomenat governador militar de Livònia, el va acompanyar com a secretari. Poc se sap dels anys immediatament posteriors a la renúncia de Krilov a aquest càrrec, llevat del mite comunament acceptat que va vagar de ciutat en ciutat a la recerca de jocs de cartes. La seva primera col·lecció de faules, vint-i-tres en total, aparegué el 1809 amb tant d'èxit que va abandonar el teatre per dedicar-se a escriure faules. Al final de la seva carrera, n'havia escrites més de dues-centes, que constantment revisava amb cada nova edició. Des del 1812 fins al 1841, fou empleat a la Biblioteca Pública Imperial, primer com a assistent, i després com a cap del Departament de Llibres Russos, un càrrec que no li exigia gaire dedicació i que li deixava molt de temps per escriure.
A Krilov li van ploure els honors fins i tot en vida: l'Acadèmia Russa de les Ciències l'admeté com a membre el 1811, i li va atorgar la seva medalla d'or en 1823; el 1838 es va dur a terme un gran festival sota sanció imperial per celebrar el jubileu de la seva primera publicació, i el tsar li va concedir una generosa pensió. En el moment de la seva mort el 1844, s'havien venut a Rússia 77.000 còpies de les seves faules, i el seu estil únic de saviesa i humor havia guanyat popularitat.
Les seves faules van tenir sovint el seu origen en esdeveniments històrics, i són fàcilment recognoscibles pel seu estil de llenguatge i la història atractiva. Tot i que va començar com a traductor i imitador de faules existents, Krilov aviat es va mostrar com un imaginatiu i prolífic escriptor, que va trobar abundant material original a la seva terra natal. A Rússia el seu llenguatge és considerat d'alta qualitat: les seves paraules i frases són directes, simples i idiomàtiques, amb color i cadència variables segons el tema, i moltes d'elles es van convertir en expressions reals. Les seves faules d'animals barregen la caracterització naturalista de l'animal amb una interpretació al·legòrica dels tipus humans bàsics; abasten les febleses individuals, així com les difícils relacions interpersonals.
L'estàtua de Krilov al Jardí d'estiu (1854-1855) és un dels monuments més notables de Sant Petersburg. Esculpida per Peter Clodt, té relleus dissenyats per Aleksandr Aguin en els quatre costats del pedestal que representa escenes de les faules. Posteriorment es va instal·lar un gran monument al districte dels Estanys del Patriarca de Moscou el 1976. Aquest va ser obra d'Andrei Drevin, Daniel Mitlianski, i l'arquitecte A. Txaltikian. L'estàtua sedent del fabulista està envoltada per dotze escultures en relleu de metall de les faules en les avingudes adjacents.
Krilov comparteix un altre monument amb el poeta Aleksandr Puixkin a la Plaça Soviet de la ciutat de Púixkino.
Ambdós eren amics i Puixkin va modificar la descripció de Krilov de 'un ase de molt honestos principis' (L'Ase i el Camperol) per proporcionar l'obertura del seu novel·la romàntica en vers, Ievgueni Onegin. Així de ben conegudes eren les faules de Krilov que als lectors de seguida els va cridar l'atenció la seva primera línia: "El meu oncle, de molt honestos principis".
Altres commemoracions del fabulista inclouen els dos segells emesos en el centenari de la seva mort i el segell emès en el bicentenari del seu naixement. El 150è aniversari de la seva mort va estar marcada per l'encunyació d'una moneda de plata de dos rubles. Nombrosos carrers també duen el seu nom, a Sant Petersburg, Tver, Novossibirsk i altres ciutats, així com en antigues repúbliques soviètiques: Belarús, Ucraïna, Crimea, Geòrgia i Kazakhstan.

## Traduccions al català
- Poesia russa. Antologia / Vidal, Helena (Ed., Trad., Pr.); Desclot, Miquel (Ed., Trad.) Barcelona : Edicions 62: 1983 (Les Millors Obres de la Literatura Universal; 28) ISBN 8429720774